# Grímsvötn
De Grímsvötn is een vulkaan op IJsland. Deze vulkaan ligt onder de ijskap van de gletsjer Vatnajökull verborgen. Vlak boven de vulkaan liggen enkele subglaciale meren. Deze meren ontstaan doordat er zich onder de ijskap een magmakamer bevindt die het bovenliggende ijs doet smelten.
De Grímsvötn is de actiefste vulkaan van IJsland en wordt, net als alle andere, zeer nauwlettend geobserveerd. Hieraan was het in 1996 te danken dat een door een vulkaanuitbarsting ten noorden van de Grímsvötn veroorzaakte gletsjerdoorbraak (IJslands: jökulhlaup) relatief goed afliep. De uitbarsting werd gedurende twee dagen voorafgegaan door een reeks aardbevingen en een wolk van rook en as. De hoeveelheid water in de meren steeg door het smelten van het ijs, tilde de ijskap op en brak uiteindelijk door de ervoor gelegen ijswal heen. Daarbij was ook de Bárðarbunga vulkaan actief.
Het hete water en modder stortte zich in de Skeiðará, die met een hoeveelheid tot 45.000 m³ per seconde het rivierdal in stroomde. Daardoor liep het erachter gelegen natuurgebied onder. De rondweg rond IJsland (Hringvegur) was reeds enkele dagen van tevoren afgesloten. Deze weg werd door de overstromingen en de meegekomen ijsbergen - waarvan vele tot 10m hoog waren en meerdere tonnen wogen - op diverse plaatsen zwaar beschadigd. Een brug werd volledig vernield. Bij dit natuurgeweld liep evenwel niemand verwondingen op.
De volgende eruptie was op 1 november 2004 waarbij een aswolk 13 kilometer de atmosfeer in werd geslingerd. Omdat de vulkaan in een onbewoond gebied van het eiland ligt, vielen er ook dit keer geen gewonden. Het luchtverkeer werd ruim om de aswolk omgeleid. Als oorzaak voor de uitbarsting noemen onderzoekers de gestegen druk van een meer onder de Vatnajökull. Hierdoor barstte het onderliggende gesteente, zodat het lava vrij kwam en kon uitstromen.
Op 21 mei 2011 om 19:25 lokale tijd barstte Grímsvötn opnieuw uit, voorafgegaan en vergezeld door een aantal kleinere aardbevingen. Een aswolk werd meer dan 20 kilometer de hoogte in geslingerd. Boven de krater werden 2198 bliksemschichten in een uur tijd geteld. De IJslandse autoriteiten sloten de internationale luchthaven Keflavík de volgende dag. Met uitzondering van het westen en noordwesten bedekte de as het eiland in meer of mindere mate. De Hringvegur werd tussen Vík en de Svínafellsjökull drie dagen afgesloten, omdat men een jökulhlaup verwachtte. Deze bleef uit omdat een groot deel van het water in 2004 al was weggestroomd. Ten zuiden en zuidoosten van de Vatnajökull moest men de veestapel binnen op stal zetten. Kirkjubæjarklaustur en omliggende boerderijen werden van de buitenwereld afgesneden. Een dag na het begin nam de kracht van de uitbarsting al af, en op 25 mei was de uitbarsting vrijwel afgelopen.

## Uitbarstingen van de afgelopen eeuw
De Grímsvötn is uitgebarsten in 1902, 1922, 1933, 1934, 1938, 1945, 1954, 1983, 1996, 1998, 2004 en 2011.

## Naamgeving
In de handschriftenverzameling van Árni Magnússon bevond zich een verhaal dat Sagan af Vestfjarðagrími heette. Dit verhaal is later opgenomen in het eerste deel van de serie Íslenzkar Þjóðsögur og Æfintýri uit 1862 van de IJslandse verhalenverzamelaar Jón Árnason (bladzijde 167-170). In dit boek staan vele kortere en langere volksverhalen, onder andere over trollen en reuzen, en daar is ook dit verhaal in ondergebracht. Het handelt over een vogelvrijverklaarde, een zekere Grímur die bij zijn oom in de Westfjorden opgroeide en daarom Vestfjarða-Grímur werd genoemd. Het verhaal vertelt dat Grímur schuldig aan doodslag is bevonden waardoor hij moest onderduiken. Een vrouw voorspelde hem dat hij bij meren in Zuid-IJsland van de vangst zou moeten gaan leven. Grímur leek het raadzaam om naar deze meren te trekken en bouwde zich daar een onderkomen van hout dat daar in ruime mate voorradig was en leefde van de visvangst. Welke meren in het verhaal precies bedoeld worden, is niet duidelijk, maar volgens Árni Magnússon heten deze meren hierom Grímsvötn. Een reus woonde samen met zijn dochter in een grot bij Grímur in de buurt en stal zijn vangst. Uiteindelijk doodde Grímur de reus en ging er met diens dochter vandoor.
Aan het eind van het verhaal wordt duidelijk dat zij naar Noorwegen vertrokken waar Grímur zich tot het Christendom bekeerde. Daarna keerde hij weer naar IJsland terug. Hij kwam bij een eilandje in het noorden aan land, dat daarom ook Grímsey wordt genoemd.